# Aleksandr Prussak
Aleksandr Fiodorowicz Prussak (ros. Александр Фёдорович Пруссак, ur. 1839, zm. 20 stycznia 1897 w Sankt Petersburgu) – rosyjski lekarz otolaryngolog. Opisał zachyłek błony bębenkowej, określany jako jama Prussaka. Jako jeden z pierwszych opisał również zjawisko przechodzenia erytrocytów przez ściany naczyń krwionośnych (diapedezę).
Ukończył Akademię Medyko-Chirurgiczną w Sankt Petersburgu. W 1862 otrzymał stopień doktora medycyny. Następnie specjalizował się pod kierunkiem Siergieja Botkina i za granicą, w Lipsku, Berlinie i Wiedniu. W Wiedniu przez dwa lata kształcił się u Adama Politzera oraz u Salomona Strickera i Carla Ludwiga. Od 1870 na katedrze otologii w Sankt Petersburgu.

## Wybrane prace
- Zur Anatomie des Trommelfells. Erwiderung an Herrn Dr. J. Gruber. Wchnbl. d. k. k. Gesellsch. d. Aerzte in Wien, 1867
- Ueber die anatomischen Verhältnisse des Trommelfells zum Hammer. Centralblatt für die medicinischen Wissenschaften 5, 1867
- Zur Physiologie und Anatomie des Blutstroms in der Trommelhöhle. Arbeiten aus der Physiologischen Anstalt zu Leipzig, 1868
- Об условиях исчезания в моче реакции азотной кислоты на желчный пигмент. Санкт-Петербург: тип. Я. Трея, 1866
- По поводу отверстий в барабанной перепонке: Заметки из отиатр. практики. Санкт-Петербург: тип. М.М. Стасюлевича, 1886
- К анатомии человеческой барабанной перепонки. [Санкт-Петербург] : тип. Я. Трея, ценз. 1867